# Peter Schneider (Schriftsteller)

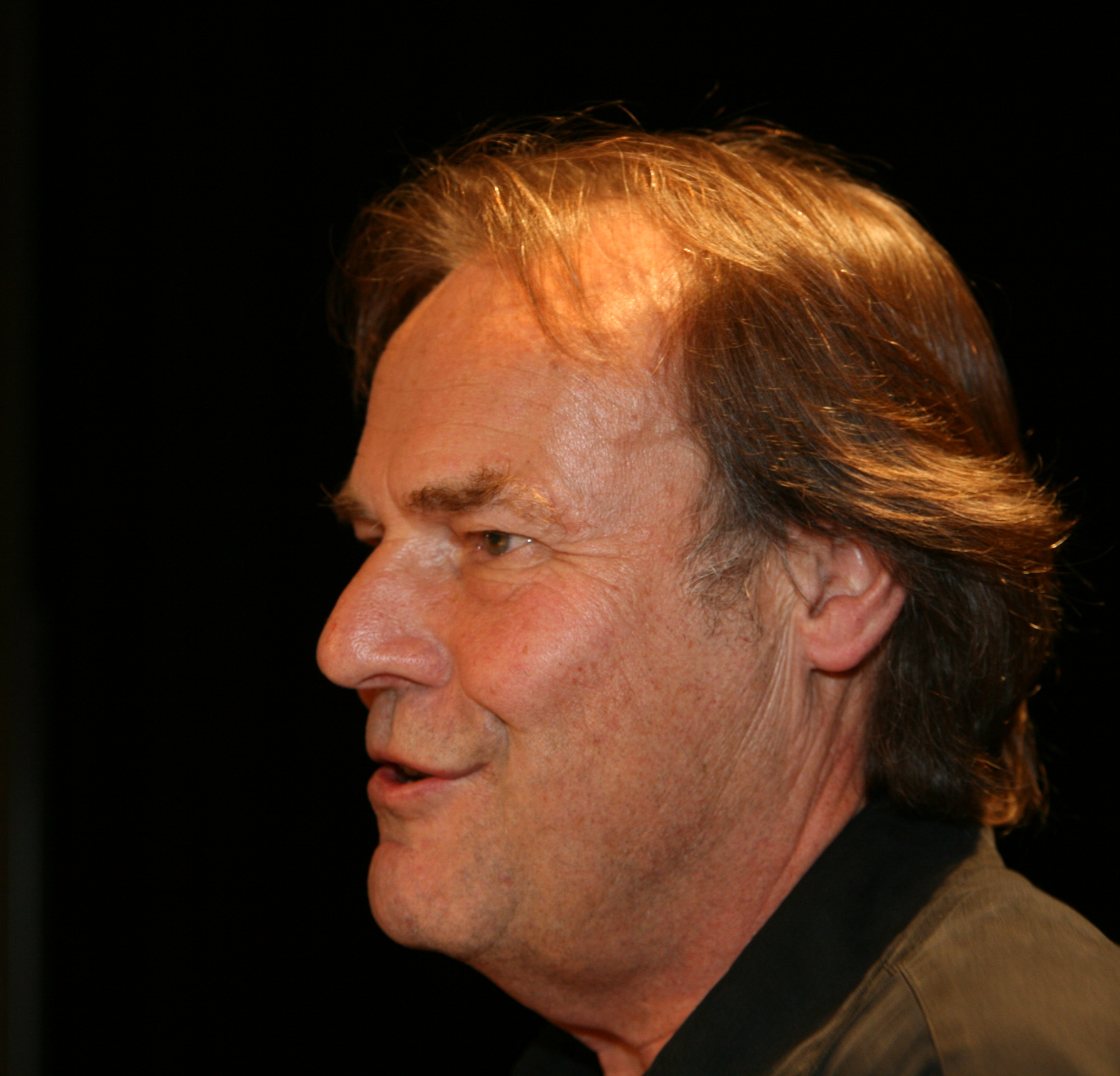
Peter Schneider (2008)

Peter Schneider (* 21. April 1940 in Lübeck) ist ein deutscher Schriftsteller.

## Leben
Peter Schneider ist der Sohn des Dirigenten und Komponisten Horst Schneider und seiner Frau Anneliese geb. Rademacher (1907–1948), die älteste Tochter von Walther Rademacher. Er hatte drei Geschwister (u. a. Barbara und Michael) und verbrachte seine frühe Kindheit in Königsberg und in Sachsen, von 1945 bis 1950 lebte die Familie in Grainau, im Haus des Großvaters von Anneliese Schneider, bei Garmisch-Partenkirchen. Nach dem frühen Tod der Mutter und der erneuten Heirat seines Vaters zog die Familie 1950 nach Freiburg im Breisgau. Nach seinem Abitur im Jahre 1959 studierte er an den Universitäten Freiburg und München Germanistik, Geschichte und Philosophie. 1962 wechselte er zur Freien Universität Berlin. Vor der Bundestagswahl 1965 wirkte er gemeinsam mit einer Reihe namhafter Schriftsteller mit im „Wahlkampfkontor“ der SPD und wirkte als Redenschreiber im Wahlkampfteam von Willy Brandt mit.
Im Laufe der 1960er Jahre machte Schneider eine politische Radikalisierung durch, die ihn zu einem der Wortführer und Organisatoren der Berliner Studentenbewegung werden ließ. 1967 war er an der Vorbereitung des „Springer-Tribunals“ beteiligt. Er war Mitglied einer „Projektgruppe Elektroindustrie“, die das Ziel des Aufbaus einer proletarischen Linkspartei verfolgte und die Mobilisierung der Arbeiterschaft anstrebte. Schneider arbeitete daher zeitweise als Hilfsarbeiter in den Bosch-Werken. Später unterrichtete er an einer Privatschule und arbeitete als freier Rundfunkmitarbeiter. 1972 legte er sein Erstes Staatsexamen für das Lehramt an Gymnasien ab; wegen Schneiders politischer Aktivitäten verweigerte ihm 1973 der Berliner Schulsenator die Anstellung als Referendar. Diese Maßnahme wurde erst 1976 durch einen Beschluss des Berliner Verwaltungsgerichts aufgehoben.
Da er sich inzwischen eine Existenz als freier Schriftsteller aufgebaut hatte, verzichtete Schneider auf das Referendariat. Seine Erzählung Lenz war ab 1973 zum Kultbuch der enttäuschten Linken geworden, da es ihr Lebensgefühl nach dem Scheitern ihrer Utopie und Revolte beschrieb. Peter Schneider verfasst seitdem Romane, Erzählungen und Drehbücher, die häufig Schicksale von Angehörigen seiner Generation zum Thema haben; daneben entstanden Werke über die Situation Berlins vor und nach der Wiedervereinigung. Schneider ist auch ein bedeutender Essayist. Schneider hielt sich mehrmals als Gastdozent an der Stanford University, Georgetown University und Princeton University in den Vereinigten Staaten auf; 2008 hielt er die Göttinger Poetikvorlesungen. Er lebt in Berlin.
Peter Schneider ist Mitglied des PEN-Zentrums Deutschland und Mitgründer des PEN Berlin.
Er erhielt u. a. 1979 ein Villa-Massimo-Stipendium und 1983 den Förderpreis für Literatur des Kulturkreises im Bundesverband der Deutschen Industrie. 2009 wurde er mit dem Schubart-Literaturpreis ausgezeichnet.
Mit dem Roman um Antonio Vivaldi Vivaldi und seine Töchter (2019) schlägt der Autor den Bogen zurück zu einem musikalischen Heroen seiner Kindheit. Frei beschreibt er die keineswegs idyllische Alltagswelt Vivaldis, dessen kontinuierliche Tätigkeit als Musikpädagoge mit dem von ihm betriebenen Waisenmädchenorchester im barocken Venedig zu den weniger bekannten Fakten seines Lebens gehört.

## Werke

### Monographien
- Ansprachen. Berlin 1970.
- Kulturrevolution. 's Gravenhage 1973 (zusammen mit Walter Kreipe).
- Schon bist du ein Verfassungsfeind. Berlin 1975.
- Atempause. Reinbek bei Hamburg 1977.
- Messer im Kopf. Berlin 1979. (als Film 1978: Messer im Kopf)
- Die Botschaft des Pferdekopfs und andere Essais aus einem friedlichen Jahrzehnt. Darmstadt u. a. 1981.
- Ratte – tot. Darmstadt u. a. 1985 (zusammen mit Peter-Jürgen Boock).
- Totoloque. Darmstadt u. a. 1985.
- Das Ende der Befangenheit?. Paderborn 1987.
- Deutsche Ängste. Luchterhand, Darmstadt 1988
  - Buchausgabe des Librettos: Berlin 1992.
- Extreme Mittellage. Reinbek bei Hamburg 1990.
- Wie die Spree in den Bosporus fließt. Berlin 1991 (zusammen mit Aras Ören).
- Paarungen. Berlin 1992.
- Vom Ende der Gewißheit. Berlin 1994.
- Das Versprechen oder Die Jahre der Mauer. Berlin 1995 (zusammen mit Margarethe von Trotta).
- Eduards Heimkehr. Berlin 1999.
- Die Diktatur der Geschwindigkeit. Berlin 2000.
- „Und wenn wir nur eine Stunde gewinnen…“ – Wie ein jüdischer Musiker die Nazi-Jahre überlebte. Rowohlt, Berlin, ISBN 978-3-87134-431-2.
- Das Fest der Missverständnisse. Reinbek bei Hamburg 2003.
- Skylla. Berlin 2005.
- Rebellion und Wahn. Mein 68. Eine autobiographische Erzählung. Kiepenheuer & Witsch, Köln 2008, ISBN 978-3-462-03976-4; als Kiwi-Taschenbuch: 2010, ISBN 978-3-462-04250-4.
- Die Lieben meiner Mutter. Kiepenheuer & Witsch, Köln 2013, ISBN 978-3-462-04514-7.[4]
- An der Schönheit kann’s nicht liegen: Berlin – Porträt einer unfertigen Stadt. Kiepenheuer & Witsch, Köln 2015, ISBN 978-3-462-04744-8.

## Belletristik
- Lenz. Berlin 1973.
- Die Wette, Berlin 1978, ISBN 978-3-88022-186-4.
- Der Mauerspringer. Erzählung. Darmstadt u. a. 1982 (von Reinhard Hauff als der Der Mann auf der Mauer verfilmt).
- Vati. Darmstadt u. a. 1987.
- Leyla und Medjnun. Märchen für Musik (Oper; zusammen mit Aras Ören). Musik: Detlev Glanert. UA 1988 München.
- Club der Unentwegten. Roman. Kiepenheuer & Witsch, Köln 2017, ISBN 978-3-462-05018-9.
- Vivaldi und seine Töchter. Roman eines Lebens, Kiepenheuer & Witsch, Köln 2019, ISBN 978-3-462-05229-9.
- Denken mit dem eigenen Kopf. Essays. Kiepenheuer & Witsch, Köln 2020, ISBN 978-3-462-05379-1.

### Artikel und Aufsätze (Auswahl)
- Realitätsverweigerer. Was ist nur los in Deutschland? Der so hochmoralische wie unehrliche Umgang mit der Flüchtlingsfrage droht unsere formidable Demokratie in den Ruin zu treiben. In: Die Welt, 16. Januar 2016, S. 2.
- Plündern mit Heinrich Heine. In: Die Welt, 18. Juli 2017.